# Міноносці типу «Крикет»
Міноносці типу «Крикет» (англ. Cricket class torpedo boats) — серія британських міноносців I класу, що виготовлялися на початку 1900-х років. Спочатку кораблі цього типу класифікувалися як «прибережні есмінці» (англ. coastal destroyers) і носили власні назви, але в 1906 були перекласифіковані в міноносці з залишенням за ними лише порядкових номерів. Усього було замовлено три серії по 12 міноносців типу «Крикет», наприкінці 1905 року, листопаді 1906 року та вересні 1907 року, побудованих у 1906—1909 роках . Міноносці будувалися декількома підприємствами і, хоча були ідентичні за основними характеристиками, мали помітні відмінності між собою.
Міноносці типу «Крикет» були популярні у флоті, проте мали надто легку конструкцію корпусу та недостатні розміри для ролі повноцінних океанських кораблів. Крім цього, розміри цих міноносців ускладнювали використання навіть їхнього порівняно легкого озброєння. У роки Першої світової війни міноносці типу «Крікет» використовувалися в патрульних флотиліях на Північному морі; три кораблі були втрачені від підриву на мінах, ще три — внаслідок зіткнень. Після закінчення війни всі міноносці цього типу, що залишалися в строю, були зняті з озброєння і продані на злам у 1919–1922 роках.

## Конструкція
Зовнішньо і конструктивно вони повторювали своїх «160-футових» попередників, але відрізнялися принципово новою силовою установкою. Парові машини поступилися місцем турбінам, вугільні котли — нафтовим.
Водотоннажність міноносця в нормальному вантажі становила 225 т, довжина по ватерлінії 53,3 м, ширина 5,3 м, осадка 1,8 м. Озброєння складалося з трьох поворотних палубних торпедних апаратів і двох 76-мм гармат і було набагато сильніше, ніж три 47-мм гармати Гочкіса на попередніх міноносцях.

## Представники
| Назва                                   | Корабельня      | Закладення | Спуск на воду     | Початок служби | Доля                              |
| --------------------------------------- | --------------- | ---------- | ----------------- | -------------- | --------------------------------- |
| «Крикет» Cricket з 1906 — TB 1          | J. S. White     |            | 23 січня 1906     |                | проданий на брухт у 1920          |
| «Дрегонфлай» Dragonfly з 1906 — TB 2    | J. S. White     |            | 11 березня 1906   |                | проданий на брухт у 1920          |
| «Фаєрфлай» Firefly з 1906 — TB 3        | J. S. White     |            | 1 вересня 1906    |                | проданий на брухт у 1920          |
| «Сэндфлай» Sandfly з 1906 — TB 4        | J. S. White     |            | 30 жовтня 1906    |                | проданий на брухт у 1920          |
| «Спайдер» Spider з 1906 — TB 5          | J. S. White     |            | 15 грудня 1906    |                | проданий на брухт у 1920          |
| «Гедфлай» Gadfly з 1906 — TB 6          | Thornycroft     |            | 24 червня 1906    |                | проданий на брухт у 1920          |
| «Глоуворм» Glowworm з 1906 — TB 7       | Thornycroft     |            | 20 грудня 1906    |                | проданий на брухт у 1921          |
| «Нет» Gnat з 1906 — TB 8                | Thornycroft     |            | 1 грудня 1906     |                | проданий на брухт у 1921          |
| «Грассгоппер» Grasshopper з 1906 — TB 9 | Thornycroft     |            | 18 березня 1907   |                | втонув у бою 10 червня 1916       |
| «Гринфлай» Greenfly з 1906 — TB 10      | Thornycroft     |            | 15 лютого 1907    |                | підірвався на міні 10 червня 1916 |
| «Мэйфлай» Mayfly з 1906 — TB 11         | Yarrow          |            | 29 січня 1907     |                | підірвався на міні 7 березня 1916 |
| «Мот» Moth з 1906 — TB 12               | Yarrow          |            | 15 березня 1907   |                | підірвався на міні 10 червня 1916 |
| TB 13                                   | J. S. White     |            | 10 липня 1907     |                | втонув у бою 26 січня 1916        |
| TB 14                                   | J. S. White     |            | 26 вересня 1907   |                | проданий на брухт у 1920          |
| TB 15                                   | J. S. White     |            | 19 листопада 1907 |                | проданий на брухт у 1920          |
| TB 16                                   | J. S. White     |            | 23 грудня 1907    |                | проданий на брухт у 1920          |
| TB 17                                   | Denny           |            | 21 грудня 1907    |                | проданий на брухт у 1919          |
| TB 18                                   | Denny           |            | 15 лютого 1908    |                | проданий на брухт у 1920          |
| TB 19                                   | Thornycroft     |            | 7 грудня 1907     |                | проданий на брухт у 1921          |
| TB 20                                   | Thornycroft     |            | 21 січня 1908     |                | проданий на брухт у 1921          |
| TB 21                                   | Hawthorn Leslie |            | 20 грудня 1907    |                | проданий на брухт у 1920          |
| TB 22                                   | Hawthorn Leslie |            | 1 лютого 1908     |                | проданий на брухт у 1920          |
| TB 23                                   | Yarrow          |            | 5 грудня 1907     |                | проданий на брухт у 1921          |
| TB 24                                   | Palmer          |            | 19 березня 1908   |                | втонув у бою 28 січня 1917        |
| TB 25                                   | J. S. White     |            | 28 серпня 1908    |                | проданий на брухт у 1921          |
| TB 26                                   | J. S. White     |            | 28 серпня 1908    |                | проданий на брухт у 1921          |
| TB 27                                   | J. S. White     |            | 29 вересня 1908   |                | проданий на брухт у 1921          |
| TB 28                                   | J. S. White     |            | 29 жовтня 1908    |                | проданий на брухт у 1921          |
| TB 29                                   | Denny           |            | 29 вересня 1908   |                | проданий на брухт у 1919          |
| TB 30                                   | Denny           |            | 29 вересня 1908   |                | проданий на брухт у 1919          |
| TB 31                                   | Thornycroft     |            | 10 жовтня 1908    |                | проданий на брухт у 1921          |
| TB 32                                   | Thornycroft     |            | 23 листопада 1908 |                | проданий на брухт у 1921          |
| TB 33                                   | Hawthorn Leslie |            | 22 лютого 1909    |                | проданий на брухт у 1922          |
| TB 34                                   | Hawthorn Leslie |            | 22 лютого 1909    |                | проданий на брухт у 1921          |
| TB 35                                   | Palmer          |            | 19 квітня 1909    |                | проданий на брухт у 1922          |
| TB 36                                   | Palmer          |            | 6 травня 1909     |                | проданий на брухт у 1921          |